# Musée folklorique des îles Vierges britanniques
Le Musée folklorique des Îles Vierges britanniques est un musée situé à Road Town, dans les Îles Vierges britanniques.

## Historique
Créé en 1982 par la Société d'histoire des Îles Vierges, il était, au départ, abrité dans une maison en bois de la fin du XIXe siècle, dans l'actuelle Abbott House. Le musée a ensuite déménagé à son emplacement actuel, plus haut dans la rue principale, en 1993. Il est actuellement hébergé dans la Penn House située près de l'ancien bureau de poste. La Penn House était la demeure de Joseph Wilfred Penn, un constructeur de navires qui a construit la maison familiale en 1911. Elle est en elle-même un bon exemple du style des Antilles et des nombreux bâtiments en pierre et en bois de un et deux étages qui bordaient le chemin de terre sinueux qu'était Main Street. Ce bâtiment ancien abrite une collection de photographies, d'artisanat et d'objets datant de l'arrivée des Amérindiens autochtones de 100 av. J.-C. à aujourd'hui.
Le musée abrite des poteries et des outils en pierre des Arawaks et des Caraïbes, notamment un fuseau décoré, l'épave du RMS Rhone et des artefacts du HMS Nymphe, des objets utilisés dans les plantations de canne à sucre et des informations sur la conservation des récifs.